# Општина Рома (Ботошани)
Рома (рум. Roma) општина је у Румунији у округу Ботошани.
Oпштина се налази на надморској висини од 161 m.